# Église Saint-Pierre de Saint-Trond
L'église Saint-Pierre est une église de style roman située sur le territoire de la ville belge de Saint-Trond, dans la province de Limbourg.

## Historique
|  |  |